# Kingsford Dibela
Sir Kingsford Dibela, GCMG (* 16. März 1932 in Wedau, Milne Bay Province, Papua-Neuguinea; † 22. März 2002 in Port Moresby) war ein papua-neuguineischer Politiker.

## Biografie
Nach der Schulausbildung nahm er bereits selbst 1949 eine Tätigkeit als Grundschullehrer auf, die er bis zu seiner Wahl zum Präsidenten des Gemeindeverwaltungsrates (Local Government Council) von Weraura im Jahr 1963 ausübte.
Nach der Souveränität Papua-Neuguineas am 16. September 1975 wurde er zum Mitglied des Versammlungshauses (House of Assembly) gewählt und war von 1977 bis 1980 Parlamentssprecher (Speaker of Parliament).
Am 1. März wurde er als Nachfolger von Sir Tore Lokoloko zum Generalgouverneur ernannt und bekleidete dieses Amt bis zum 27. Februar 1990. 1983 wurde er von Königin Elisabeth II. zum Knight Grand Cross des Order of St. Michael and St. George ernannt.  